# Raynham (Norfolk)
Raynham – wieś w Anglii, w hrabstwie Norfolk, w dystrykcie North Norfolk. Leży 39 km na północny zachód od Norwich i 155 km na północny wschód od Londynu. Miejscowość liczy 257 mieszkańców.